# Vanessa Brown
Vanessa Brown, född Smylla Brind 24 mars 1928 i Wien, Österrike, död 21 maj 1999 i Woodland Hills, Kalifornien var en österrikisk-amerikansk skådespelare. Hennes familj kom till Amerika under andra världskriget. Hon medverkade i ett tiotal filmer under 1940-talet, för att senare ägna mer tid åt roller för TV. På Broadway spelade hon från 1952-1955 huvudrollen i The Seven Year Itch. Pjäsen filmatiserades 1955, men med Marilyn Monroe i Browns roll.
Hon har två stjärnor på Hollywood Walk of Fame, en för film vid adressen 1621 Vine Street, och en för TV vid 6528 Hollywood Blvd.

## Filmografi
- 1947 – Skandal efter noter
- 1947 – Den charmerande mr Apley
- 1947 – Spöket och Mrs. Muir
- 1949 – Arvtagerskan
- 1950 – Tre fruar om en älskare
- 1952 – Illusionernas stad
- 1967 – Rosie!
- 1971 – De utstötta
- 1989 – Mord och inga visor (TV-serie) (gästroll)